# Maciej Andrzej Witkowski
Maciej Andrzej Witkowski – polski lekarz weterynarii, doktor habilitowany nauk weterynaryjnych.

## Kariera naukowa
W 1989 roku podjął pracę w Szkole Głównej Gospodarstwa Wiejskiego w Warszawie. W 1990 roku otrzymał tytuł lekarza weterynarii, na tejże uczelni. gdzie też ukończył studia doktoranckie na kierunku nauk weterynaryjnych w 1999 roku. 
Od 2013 roku zatrudniony jest w Uniwersytecie Rolniczym im. Hugona Kołłątaja w Krakowie. W 2020 roku podjął pracę w Uniwersytecie Przyrodniczym we Wrocławiu, którą zakończył w 2022 roku.
W 2019 roku uzyskał stopień doktora habilitowanego nauk rolniczych z weterynarii w Szkole Głównej Gospodarstwa Wiejskiego w Warszawie.